# أنتوني ويفر
أنتوني ويفر (بالإنجليزية: Anthony Weaver)‏ هو لاعب كرة قدم أمريكية أمريكي، ولد في 28 يوليو 1980 في كيلين في الولايات المتحدة.

## وصلات خارجية
- أنتوني ويفر على موقع مرجع كرة القدم المحترفة.كوم (الإنجليزية)
- أنتوني ويفر على موقع IMDb (الإنجليزية)